# June Barrow-Green

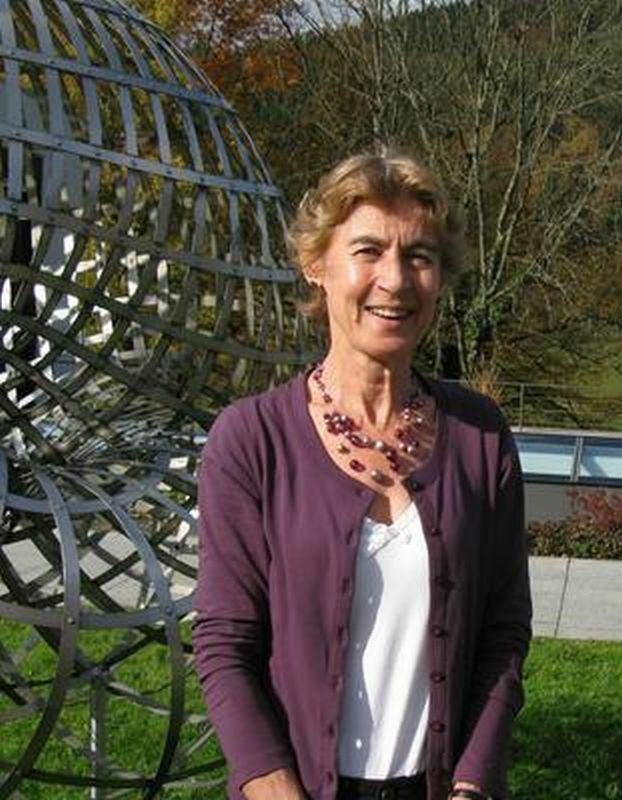
Juni Barrow-Green, Oberwolfach 2011.

June Barrow-Green (geboren in 1953)  is hoogleraar geschiedenis van de wiskunde aan The Open University  en gastprofessor aan de London School of Economics.

## Opleiding
Barrow-Green behaalde een BSc Hons in Wiskunde in 1986 en een MSc in Wiskundige Natuurkunde in 1989, beide aan King's College London. In 1993 promoveerde ze in de wiskunde aan de Open Universiteit, onder supervisie van Jeremy Gray, op Poincaré en het drielichamenprobleem.

## Loopbaan
Van 1993 tot heden heeft Barrow-Green gewerkt bij de The Open University. Zij werd in 2015 benoemd tot hoogleraar aan The Open University.
Van 2003 tot 2005 was ze voorzitter van de British Society for the History of Mathematics.  Van 2007 tot 2018 werd zij tot lid van het bestuur van de London Mathematical Society benoemd en gedurende die periode was ze bibliothecaris voor de vereniging.
In 2014 ontving Barrow-Green de eerste Chandler Davis Prize for Expository Excellence voor haar artikel An American Goes to Europe: Three Letters from Oswald Veblen to George Birkhoff in 1913/1914 in The Mathematical Intelligencer.
In 2018 nam ze deel aan een discussiepanel over The Gender Gap in Mathematical and Natural Sciences from a Historical Perspective op het International Congress of Mathematicians 2018, Rio de Janeiro, dat werd voorgezeten door de Engelse wiskundige Caroline Series en waarin ook de Franse wiskundige Marie Françoise Roy en de Argentijnse natuurkundige Silvina Ponce Dawson aanwezig waren. 
Zij is voorzitter van het uitvoerend comité van de Internationale Commissie voor de Geschiedenis van de Wiskunde. 

## Erkenning
In augustus 2021 kende de Royal Society haar de Wilkins-Bernal-Medawar-medaille toe "voor haar onderzoek in de wiskunde van de 19e en 20e eeuw, met de nadruk op de ondervertegenwoordiging van vrouwen in historische verhalen en hedendaagse wiskunde". 

## Geselecteerde publicaties
- Barrow-Green, June; Gray, Jeremy; Wilson, Robin (2019), The History of Mathematics: A Source-Based Approach: Volume 1, American Mathematical Society & Mathematical Association of America
- Gowers, Timothy; Barrow-Green, June; Leader, Imre, eds. (2008), The Princeton Companion to Mathematics, Princeton University Press[10]
- Barrow-Green, June (2002), Poincaré and the discovery of chaos, Icon, ISBN 9781840462883
- Barrow-Green, June (1997), Poincaré and the three body problem, History of mathematics, v. 11., American Mathematical Society, ISBN 9780821803677